# Popielów
Popielów è un comune rurale polacco del distretto di Opole, nel voivodato di Opole.
Ricopre una superficie di 175,57 km² e nel 2004 contava 8 576 abitanti.